# (4989) Joegoldstein
(4989) Joegoldstein (1981 DX1) – planetoida z pasa głównego asteroid okrążająca Słońce w ciągu 4,14 lat w średniej odległości 2,58 j.a. Odkryta 28 lutego 1981 roku.